# Swiss Indoors Basel 2018 - Qualificazioni singolare
Le qualificazioni del singolare dello Swiss Indoors Basel 2018 sono state un torneo di tennis preliminare per accedere alla fase finale della manifestazione. I vincitori dell'ultimo turno sono entrati di diritto nel tabellone principale. In caso di ritiro di uno o più giocatori aventi diritto a questi sono subentrati i lucky loser, ossia i giocatori che hanno perso nell'ultimo turno ma che avevano una classifica più alta rispetto agli altri partecipanti che avevano comunque perso nel turno finale.

## Teste di serie
1. Dušan Lajović (ultimo turno, lucky loser)
2. Malek Jaziri (ultimo turno)
3. Benoît Paire (primo turno)
4. Tarō Daniel (qualificato)

1. Miša Zverev (primo turno)
2. Vasek Pospisil (ultimo turno)
3. Mackenzie McDonald (ultimo turno)
4. Laslo Đere (qualificato)

## Qualificati
1. Marius Copil
2. Laslo Đere

1. Alexei Popyrin
2. Tarō Daniel

### Lucky loser
1. Dušan Lajović

## Tabellone

### Legenda
| - Q = Qualificato - WC = Wild card - LL = Lucky loser | - ALT = Alternate - SE = Special Exempt - PR = Protected Ranking | - w/o = Walkover - r = Ritirato - d = Squalificato |

### Sezione 1
|  | Primo turno | Primo turno   | Primo turno   | Primo turno | Primo turno |  |  | Ultimo turno | Ultimo turno  | Ultimo turno  | Ultimo turno | Ultimo turno |  |
|  |             |               |               |             |             |  |  |              |               |               |              |              |  |
|  | 1           | Dušan Lajović | Dušan Lajović | 6           | 7           |  |  |              |               |               |              |              |  |
|  |             | Denis Istomin | Denis Istomin | 4           | 5           |  |  | 1            | Dušan Lajović | Dušan Lajović | 3            | 4            |  |
|  |             | Marius Copil  | Marius Copil  | 7           | 7           |  |  |              | Marius Copil  | Marius Copil  | 6            | 6            |  |
|  | 5           | Miša Zverev   | Miša Zverev   | 5           | 5           |  |  |              |               |               |              |              |  |

### Sezione 2
|  | Primo turno | Primo turno        | Primo turno        | Primo turno | Primo turno |  |  | Ultimo turno | Ultimo turno | Ultimo turno | Ultimo turno | Ultimo turno |  |
|  |             |                    |                    |             |             |  |  |              |              |              |              |              |  |
|  | 2           | Malek Jaziri       | Malek Jaziri       | 6           | 6           |  |  |              |              |              |              |              |  |
|  | WC          | Marc-Andrea Hüsler | Marc-Andrea Hüsler | 4           | 2           |  |  | 2            | Malek Jaziri | Malek Jaziri | 2            | 3            |  |
|  |             | Evgenij Donskoj    | 0                  | 6           | 3           |  |  | 8            | Laslo Đere   | Laslo Đere   | 6            | 6            |  |
|  | 8           | Laslo Đere         | 6                  | 4           | 6           |  |  |              |              |              |              |              |  |

### Sezione 3
|  | Primo turno | Primo turno        | Primo turno        | Primo turno | Primo turno |  |  | Ultimo turno | Ultimo turno       | Ultimo turno | Ultimo turno | Ultimo turno |  |
|  |             |                    |                    |             |             |  |  |              |                    |              |              |              |  |
|  | 3           | Benoît Paire       | Benoît Paire       | 3           | 3           |  |  |              |                    |              |              |              |  |
|  | WC          | Alexei Popyrin     | Alexei Popyrin     | 6           | 6           |  |  | WC           | Alexei Popyrin     | 6            | 4            | 6            |  |
|  |             | Marcel Granollers  | Marcel Granollers  | 2           | 4           |  |  | 7            | Mackenzie McDonald | 4            | 6            | 4            |  |
|  | 7           | Mackenzie McDonald | Mackenzie McDonald | 6           | 6           |  |  |              |                    |              |              |              |  |

### Sezione 4
|  | Primo turno | Primo turno            | Primo turno            | Primo turno | Primo turno |  |  | Ultimo turno | Ultimo turno   | Ultimo turno   | Ultimo turno | Ultimo turno |  |
|  |             |                        |                        |             |             |  |  |              |                |                |              |              |  |
|  | 4           | Tarō Daniel            | Tarō Daniel            | 6           | 7           |  |  |              |                |                |              |              |  |
|  | WC          | Sandro Ehrat           | Sandro Ehrat           | 1           | 5           |  |  | 4            | Tarō Daniel    | Tarō Daniel    | 7            | 7            |  |
|  |             | Guillermo García López | Guillermo García López | 2           | 2           |  |  | 6            | Vasek Pospisil | Vasek Pospisil | 67           | 62           |  |
|  | 6           | Vasek Pospisil         | Vasek Pospisil         | 6           | 6           |  |  |              |                |                |              |              |  |